# Montes Haemus
I Montes Haemus sono una struttura geologica della superficie della Luna.